# Гвианская низменность
Гвиа́нская ни́зменность — низменность на северо-востоке Южной Америки, на территории Гайаны, Суринама и Французской Гвианы. Расположена у подножия восточной части Гвианского плоскогорья, вдоль побережья Атлантического океана, между дельтами Ориноко и Ояпока.
Протяжённость составляет 1250 км, ширина — до 200 км. Низменность сложена морскими и аллювиальными отложениями; местами выступают древние кристаллические породы, образующие островные горы. Берега выровненные, с береговыми валами, которые подпруживают устья мелких рек; у крупных полноводных рек устья преимущественно лиманного типа.
Климат субэкваториальный, жаркий (средние месячные температуры составляют от 26—28 °С) и влажный (осадков до 3300 мм в год, минимальные в сентябре-октябре). На севере и юге преобладают вечнозелёные леса, в центре — саванны, вдоль побережья — болота и мангровые заросли. Выращиваются рис, сахарный тростник, а также какао, кофе, тропические фрукты и потребительские культуры. Кроме того, население занимается рыболовством.